# Dragon New Warm Mountain I Believe In You
Dragon New Warm Mountain I Believe in You è il quinto album in studio del gruppo musicale statunitense Big Thief, pubblicato l'11 febbraio 2022 dalla 4AD.

## Tracce
Testi e musiche di Adrianne Lenker, eccetto dove indicato.
1. Change – 4:55
2. Time Escaping – 3:48
3. Spud Infinity – 5:34
4. Certainty (Lenker, Buck Meek) – 3:07
5. Dragon New Warm Mountain I Believe in You – 4:43
6. Sparrow – 5:11
7. Little Things – 5:44
8. Heavy Bend – 1:36
9. Flower of Blood – 4:24
10. Blurred View – 4:06
11. Red Moon – 4:19
12. Dried Roses – 2:35
13. No Reason – 3:47
14. Wake Me Up to Drive – 3:43
15. Promise Is a Pendulum – 4:12
16. 12,000 Lines – 2:59
17. Simulation Swarm – 4:12
18. Love Love Love – 4:13
19. The Only Place – 3:14
20. Blue Lightning – 3:51

## Formazione
Big Thief
- Adrianne Lenker – chitarra, voce, altri strumenti
- Buck Meek – chitarra, voce, altri strumenti
- James Krivchenia – drumset, percussioni, sintetizzatore, altri strumenti
- Max Oleartchik – basso, sintetizzatore, altri strumenti

Altri musicisti
- Mat Davidson – violino, voce, altri strumenti
- Noah Lenker – arpa (3), voce (13), snaps (13)
- Hannah Cohen – voce (4)
- Sam Griffin Owens – tamburello (4)
- Richard Hardy – flauto (13)
- Scott McMicken – percussioni (14)